# HBM Healthcare Investments
HBM Healthcare Investments AG (früher HBM BioVentures AG) mit Sitz in Zug ist eine Schweizer Beteiligungsgesellschaft, die auf die Gesundheitsbranche spezialisiert ist.
HBM Healthcare Investments ist weltweit in rund 25 Unternehmen in den Bereichen Humanmedizin, Biotechnologie, Medizinaltechnik und Diagnostik sowie verwandten Gebieten investiert, deren Hauptprodukte in fortgeschrittener Entwicklung oder bereits am Markt eingeführt sind. Der Verkehrswert der Beteiligungen lag per Ende März 2016 bei 976,6 Millionen Schweizer Franken. HBM Healthcare Investments ist an der Schweizer Börse SIX Swiss Exchange kotiert (Symbol: HBMN).
Das Unternehmen wurde 2001 von Henri B. Meier als HBM Bioventures AG gegründet.